# Hale Barns
Hale Barns – wieś w Anglii, w hrabstwie ceremonialnym Wielki Manchester, w dystrykcie metropolitalnym Trafford. Leży 13 km na południowy zachód od centrum miasta Manchester. W 2001 miejscowość liczyła 9143 mieszkańców.